# Plantă sempervirescentă

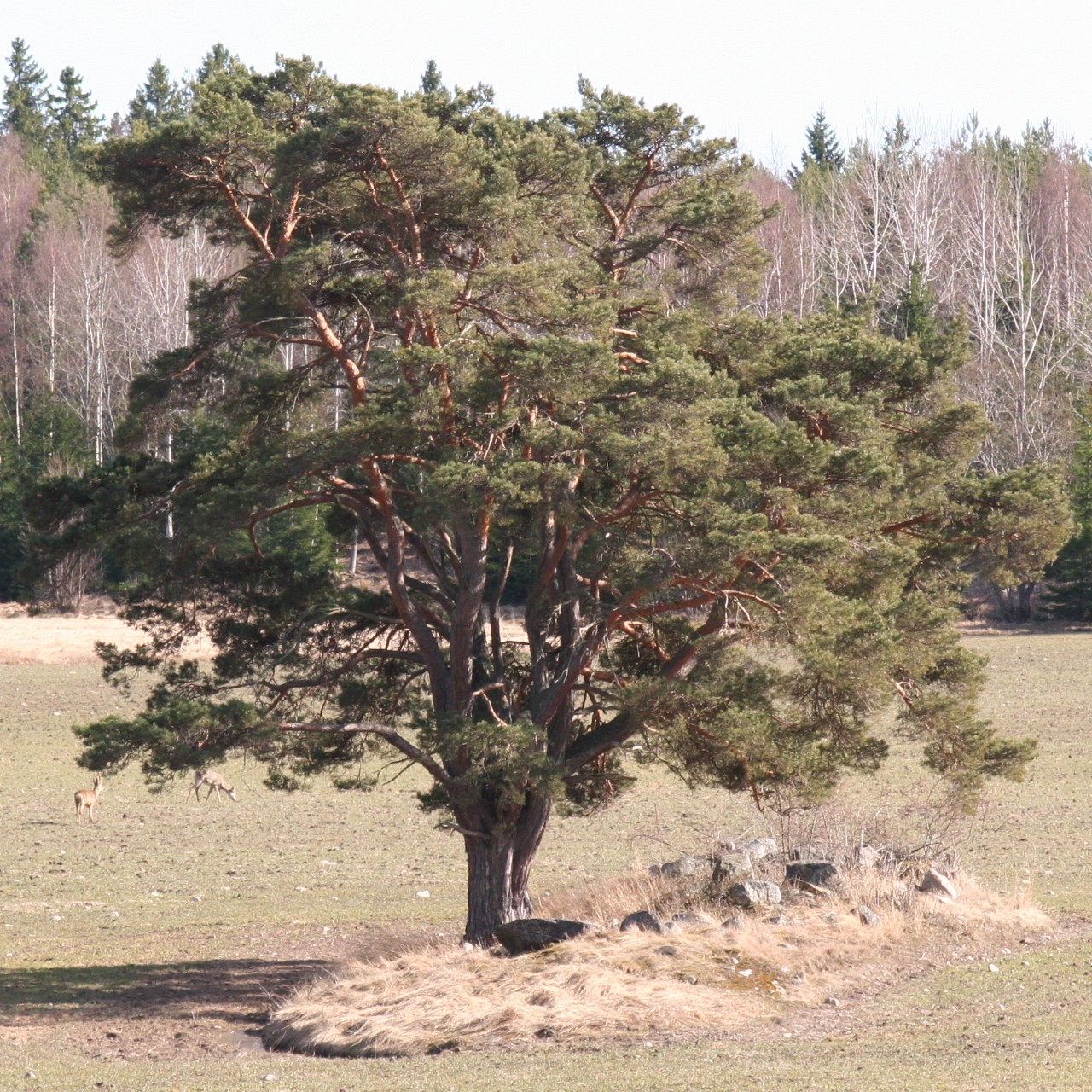
Pin de pădure în aprilie

Plantele sempervirescente, plantele veșnic verzi, sunt acele plante care, spre deosebire de plantele decidue, își mențin frunzele în toate anotimpurile. 
Printre plantele angiosperme (plantele cu flori), plantele veșnic verzi sunt specifice zonelor ecuatoriale, tropicale si sub-tropicale unde nu există îngheț, iar plantelor nu le cad frunzele. Astfel de plante pot fi întâlnite, de exemplu, în pădurile ecuatoriale. În zonele tropicale, deșertice, unele plante renunță la frunze în anotimpul secetos, lipsit de precipitații, pentru a nu pierde apa prin  evapotranspirația de la nivelul frunzelor.
În ceea ce privește plantele gimnosperme, cum sunt, de exemplu, coniferele, majoritatea sunt plante veșnic verzi. Un astfel de exemplu de plantă sempervirescentă este pinul. În general, coniferele sunt exemple bune de astfel de plante, deși există și excepții (Larix decidua, zada, este un conifer deciduu).